# Erling Wande
Erling Wande, född 9 maj 1940 i Korpilombolo, är en svensk språkvetare. Han är professor emeritus i finska vid Stockholms universitet.
Wande tog studentexamen på latinlinjen i Haparanda. Sedan läste han språk och filosofi vid Uppsala universitet. 1988 blev han professor i finska vid Stockholms universitet. 

Medan hans föräldrar pratade bara finska bytte Erling Wande och hans systrar mellan svenska och meänkieli (även kallad tornedalsfinska under den tiden). Som en del av försvenskningspolitiken som drevs sedan 1800-talet förbjöds finska i skolorna. I en intervju beskriver han ett minne från skoltiden: 
I Narken hade en lärare en razzia, man misstänkte att några tjuvrökte och jag minns att vi fick ställa upp oss på skolgården och han la då till att man inte heller fick prata finska på rasterna.
Wande var projektledare för Meän akateemis ordbok över meänkieli. Han har också varit ordförande för Meän akateemi. Wande arrangerade den första nattfestivalen i Korpilombolo 2004 tillsammans med Julián Vázquez, litteraturvetare på Umeå universitet.